# Matthias Stephani

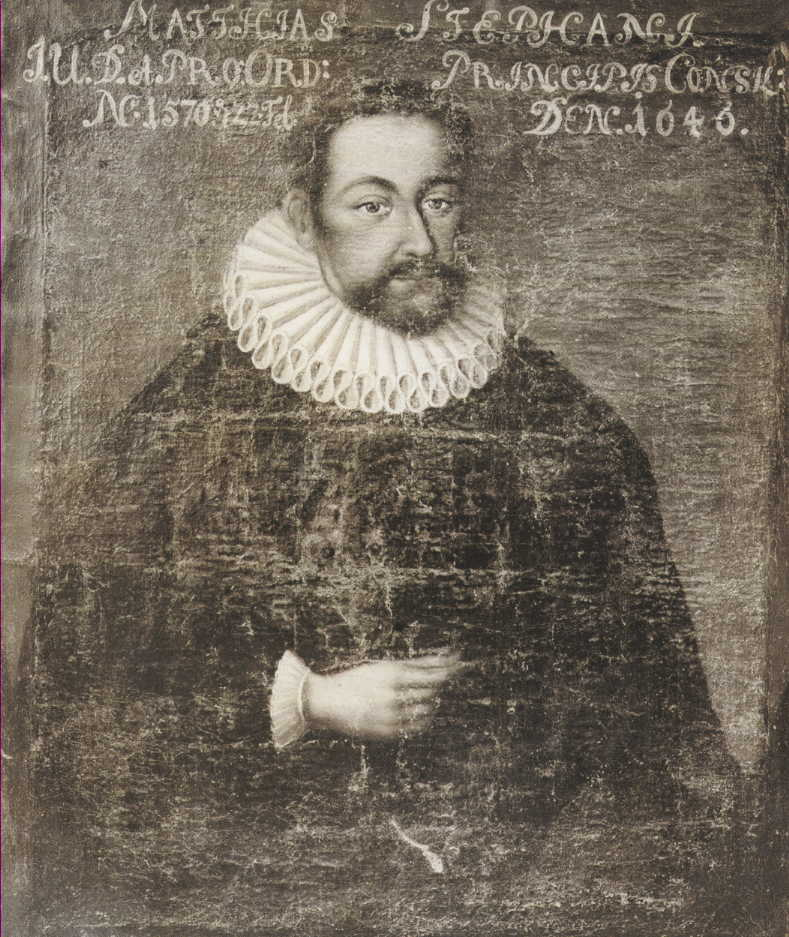
Matthias Stephani

Matthias Stephani (* 22. oder 24. Februar 1570 in Pyritz; † 26. August 1646 in Wolgast) war ein deutscher Rechtswissenschaftler.

## Leben
Matthias Stephani war der Sohn von Hippolytus Stephani und Ursula Kastens. Er besuchte verschiedene Schulen in Pyritz, Stettin, Stargard und Berlin. Nach dem Tod der Eltern 1583 übernahm sein Bruder Joachim Stephani dessen Ausbildung an der Greifswalder Stadtschule.
Stephani begann sein Studium an der Universität Greifswald, ging 1589 nach Königsberg und 1591 für ein halbes Jahr nach Wittenberg, vor allem um Nikolaus von Reusner zu hören. Auch in Leipzig studierte er eine Zeitlang. 
1592 wurde Stephani auf das Rektorat der Schule in Soldin in der Neumark berufen. Er blieb jedoch nicht lange in diesem Amt, sondern setzte seine Studien in Jena fort. Er ging dann an die Viadrina nach Frankfurt/Oder, wo er weitere drei Jahre praktische Philosophie und Jurisprudenz studierte. Hier hielt er bereits private Collegia, die er ab 1598 in Rostock fortsetzte.
Von Rostock brach er zu einer Bildungsreise durch Brandenburg, Sachsen, Böhmen und die Pfalz bis nach Heidelberg auf. Dort wurde Stephani zum Doktor beider Rechte promoviert. Zurück in Rostock heiratete er 1599 Jesa Eggardes († 1610), die Tochter eines Kaufmanns.
1603 verließ Stephani Rostock und vertrat Daniel Runge in seiner Greifswalder Professur, der das Amt des pommerschen Hofkanzlers übernommen hatte. 1604 berief ihn Herzog Philipp Julius zum außerordentlichen Professor der Juristenfakultät. Nach dem Tode seines Bruders Joachim erhielt er eine ordentliche Professur und wurde gleichzeitig als Hofrat an das Hofgericht in Wolgast berufen.
Nach dem Tod seiner ersten Frau heiratete Stephani 1611 Dorothea Seidel, die Tochter des Medizinprofessors Jakob Seidel. Aus dieser Ehe ging der spätere Professor Petrus Stephani hervor.
Die Brüder Joachim und Matthias Stephani gelten als die Begründer des Episkopalismus.